# Тур Верхней Австрии 2024
15-й выпуск Тура Верхней Австрии — шоссейной многодневной велогонки по дорогам федеральной земли Верхняя Австрия. Гонка прошла с 13 по 16 июня 2024 года в рамках Европейского тура UCI 2024. Победителем стал французский велогонщик Эдриен Маи.

## Участники
| UCI ProTeam- TDT-Unibet UCI Continental Teams (17)- Team Felt Felbermayr - Alpecin-Deceuninck Development Team - ATT Investments - Hrinkow Advarics - Parkhotel Valkenburg - Lotto Kern-Haus PSD Bank - Team Vorarlberg - Tirol KTM Cycling Team - WSA KTM Graz - Team BridgeLane - Team Coop-Repsol - Rad-Net Oßwald - Maloja Pushbikers - Rad-Net Oßwald - Tufo-Pardus Prostějov - Uno-X Mobility Development Team - Santic-Wibatech Любительские, клубные или региональные команды (6)- ARBÖ MiKo PV ON-Fahrrad - Deschacht-Hens-FSP - MaxSolar Cycling Team - mebloJOGI Pro-concrete - Sensa-Kanjers voor Kanjers - ARBO Raiffeisen RC Feld am See |
| |

## Маршрут
Гонка состояла из пролога и трёх этапов, где первый этап — самый протяжённый.
| Этап   | Дата   | Маршрут                    | type      | Длина (км) | Победитель        | Лидер генеральной классификации |
| ------ | ------ | -------------------------- | --------- | ---------- | ----------------- | ------------------------------- |
| пролог | 13 июн | Линц – Линц                | пролог    | 0,7        | Тибор дель Гроссо | Тибор дель Гроссо               |
| 1      | 14 июн | Elferspitze – Альтхайм     | холмистый | 185,6      | Anton Stensby     | Тон Артс                        |
| 2      | 15 июн | Вельс – Aigen-Schlägl      | холмистый | 150,6      | Aaron Dockx       | Aaron Dockx                     |
| 3      | 16 июн | St. Florian – Хинтерстодер | горный    | 152,5      | Adrien Maire      | Adrien Maire                    |

## Ход гонки
Чемпион мира по велокроссу в «Де Белтен» и победитель соревнования в Нью-Йорке, Тибор дель Гроссо стал первым в прологе гонки с небольшим отрывом опередив Даана Соэте.
На втором этапе победу одержал Аарон Докс, сумев оторваться с Эдриеном Маи на крутых подъёмах на последнем круге.

## Лидеры классификаций
| Этап   |           | Победитель _      | Генеральная классификация _ | Очковая _         | Горная _          | Молодёжная _      | Командная по времени _              |
| ------ | --------- | ----------------- | --------------------------- | ----------------- | ----------------- | ----------------- | ----------------------------------- |
| пролог | пролог    | Тибор дель Гроссо | Тибор дель Гроссо           | не определялся    | Тибор дель Гроссо | Тибор дель Гроссо | Deschacht-Hens-FSP                  |
| 1      | холмистый | Anton Stensby     | Тон Артс                    | Тибор дель Гроссо | Nils Sinschek     | Тибор дель Гроссо | Deschacht-Hens-FSP                  |
| 2      | холмистый | Aaron Dockx       | Aaron Dockx                 | Тибор дель Гроссо | Trym Brennsæter   | Aaron Dockx       | Alpecin-Deceuninck Development Team |
| 3      | горный    | Adrien Maire      | Adrien Maire                | Тибор дель Гроссо | Лукас Мейлер      | Aaron Dockx       | TDT-Unibet                          |
| Итог   | Итог      |                   | Adrien Maire                | не определялся    | не определялся    | не определялся    | не определялся                      |

## Итоговые классификации
| \| Генеральная классификация \| Генеральная классификация \| Генеральная классификация \| Генеральная классификация \| Генеральная классификация \| \| Гонщик \| Гонщик \| Команда \| Время \| \| \| ------------------------- \| ------------------------- \| ----------------------------------- \| ------------------------- \| ------------------------- \| \| 1-й \| Adrien Maire \| TDT-Unibet \| 11ч 51' 48 \| \| \| 2-й \| Риккардо Цойдль \| Felt Felbermayr \| + 23 \| \| \| 3-й \| Aaron Dockx \| Alpecin-Deceuninck Development Team \| + 1' 12 \| \| \| 4-й \| Мартон Дина \| ATT Investments \| + 1' 19 \| \| \| 5-й \| Lander Loockx \| TDT-Unibet \| + 1' 52 \| \| |                 |                                     |            |
| |                 |                                     |            |
| Источник: ProCyclingStats |                 |                                     |            |
| Генеральная классификация |                 |                                     |            |
| Гонщик | Гонщик          | Команда                             | Время      |
| 1-й | Adrien Maire    | TDT-Unibet                          | 11ч 51' 48 |
| 2-й | Риккардо Цойдль | Felt Felbermayr                     | + 23       |
| 3-й | Aaron Dockx     | Alpecin-Deceuninck Development Team | + 1' 12    |
| 4-й | Мартон Дина     | ATT Investments                     | + 1' 19    |
| 5-й | Lander Loockx   | TDT-Unibet                          | + 1' 52    |

| Очковая классификация | Очковая классификация | Очковая классификация               | Очковая классификация | Очковая классификация |
| Гонщик                | Гонщик                | Команда                             | Очки                  |                       |
| --------------------- | --------------------- | ----------------------------------- | --------------------- | --------------------- |
| 1-й                   | Тибор дель Гроссо     | Alpecin-Deceuninck Development Team | 44 очков              |                       |
| 2-й                   | Aaron Dockx           | Alpecin-Deceuninck Development Team | 37 очков              |                       |
| 3-й                   | Adrien Maire          | TDT-Unibet                          | 35 очков              |                       |

| Очковая классификация | Очковая классификация | Очковая классификация               | Очковая классификация | Очковая классификация |
| Гонщик                | Гонщик                | Команда                             | Очки                  |                       |
| --------------------- | --------------------- | ----------------------------------- | --------------------- | --------------------- |
| 1-й                   | Тибор дель Гроссо     | Alpecin-Deceuninck Development Team | 44 очков              |                       |
| 2-й                   | Aaron Dockx           | Alpecin-Deceuninck Development Team | 37 очков              |                       |
| 3-й                   | Adrien Maire          | TDT-Unibet                          | 35 очков              |                       |

| Горная классификация | Горная классификация | Горная классификация | Горная классификация | Горная классификация |
| Гонщик               | Гонщик               | Команда              | Очки                 |                      |
| -------------------- | -------------------- | -------------------- | -------------------- | -------------------- |
| 1-й                  | Лукас Мейлер         | Team Vorarlberg      | 22 очков             |                      |
| 2-й                  | Nils Sinschek        | Parkhotel Valkenburg | 13 очков             |                      |
| 3-й                  | Риккардо Цойдль      | Felt Felbermayr      | 11 очков             |                      |

| Горная классификация | Горная классификация | Горная классификация | Горная классификация | Горная классификация |
| Гонщик               | Гонщик               | Команда              | Очки                 |                      |
| -------------------- | -------------------- | -------------------- | -------------------- | -------------------- |
| 1-й                  | Лукас Мейлер         | Team Vorarlberg      | 22 очков             |                      |
| 2-й                  | Nils Sinschek        | Parkhotel Valkenburg | 13 очков             |                      |
| 3-й                  | Риккардо Цойдль      | Felt Felbermayr      | 11 очков             |                      |

| Молодёжная классификация | Молодёжная классификация | Молодёжная классификация            | Молодёжная классификация | Молодёжная классификация |
| Гонщик                   | Гонщик                   | Команда                             | Время                    |                          |
| ------------------------ | ------------------------ | ----------------------------------- | ------------------------ | ------------------------ |
| 1-й                      | Aaron Dockx              | Alpecin-Deceuninck Development Team | 11ч 53' 00               |                          |
| 2-й                      | Simon Dalby              | Uno-X Mobility Development          | + 1' 48                  |                          |
| 3-й                      | Philipp Hofbauer         | WSA KTM Graz                        | + 2' 08                  |                          |

| Молодёжная классификация | Молодёжная классификация | Молодёжная классификация            | Молодёжная классификация | Молодёжная классификация |
| Гонщик                   | Гонщик                   | Команда                             | Время                    |                          |
| ------------------------ | ------------------------ | ----------------------------------- | ------------------------ | ------------------------ |
| 1-й                      | Aaron Dockx              | Alpecin-Deceuninck Development Team | 11ч 53' 00               |                          |
| 2-й                      | Simon Dalby              | Uno-X Mobility Development          | + 1' 48                  |                          |
| 3-й                      | Philipp Hofbauer         | WSA KTM Graz                        | + 2' 08                  |                          |

| Командная классификация по времени | Командная классификация по времени  | Командная классификация по времени | Командная классификация по времени |
| Команда                            | Команда                             | Время                              |                                    |
| ---------------------------------- | ----------------------------------- | ---------------------------------- | ---------------------------------- |
| 1-й                                | TDT-Unibet                          | 35ч 39' 50                         |                                    |
| 2-й                                | Alpecin-Deceuninck Development Team | + 4' 21                            |                                    |
| 3-й                                | ATT Investments                     | + 4' 52                            |                                    |

| Командная классификация по времени | Командная классификация по времени  | Командная классификация по времени | Командная классификация по времени |
| Команда                            | Команда                             | Время                              |                                    |
| ---------------------------------- | ----------------------------------- | ---------------------------------- | ---------------------------------- |
| 1-й                                | TDT-Unibet                          | 35ч 39' 50                         |                                    |
| 2-й                                | Alpecin-Deceuninck Development Team | + 4' 21                            |                                    |
| 3-й                                | ATT Investments                     | + 4' 52                            |                                    |